# Beffroi de Gembloux
Le beffroi de Gembloux est une haute tour communale de 35 mètres de hauteur, sise sur un éperon rocheux au bord de l’Orneau et au centre de la ville de Gembloux (Belgique). Elle est en fait le clocher de l’ancienne église Saint-Sauveur, rehaussé et aménagé pour servir à de nouvelles fonctions communales. Le clocher-tour devint officiellement beffroi au début du XIXe siècle. Depuis 2005 il est classé au patrimoine mondial de l'UNESCO comme faisant partie des Beffrois de Belgique et de France.

## Histoire
L’église Saint-Sauveur, sans doute principale paroisse de Gembloux, est construite au XIIe siècle, sur une base et des fondations d’un autre édifice datant du Xe siècle. À la même époque Gembloux reçoit une première charte de libertés communales (1123) qui est confirmée en 1187 par Godefroid III, duc de Brabant.
Pour mieux répondre aux besoins de la municipalité le clocher est rehaussé plusieurs fois, en 1478 pour y encastrer une horloge, et encore en 1531 pour servir de tour de guet. Comme c’est le cas en d’autres communes le clocher d’église reçoit progressivement un rôle social, et communal quasi officiel, tout en ayant une place également dans le système de défense de la commune.
En 1678, un incendie ravage Gembloux. À la suite de l'incendie, un atelier de fonte de cloches est mis en place pour la reconstruction.
L’église est fermée au culte durant la période post-révolutionnaire, sans doute lorsque les bâtiments de l’abbaye sont vendus comme biens nationaux. L'église abbatiale cependant est adoptée pour devenir paroissiale de Gembloux, sous le vocable de Saint-Guibert. En mauvais état et désaffectée, l'église Saint-Sauveur revient à la commune en 1810. Quinze ans plus tard, en 1825, nef et chœur de l’église sont démolis car fort délabrés.
Le clocher est cependant conservé, restauré et aménagé pour devenir officiellement le beffroi de Gembloux. Depuis 1889 un revêtement de briques, recouvre les murs de l’édifice. En septembre 1905, la partie supérieure du beffroi est ravagée par un incendie. Le lanterneau construit en 1907 au sommet du clocher est de conception différente : il a un aspect bulbeux au contraire de l’ancien qui partait en flèche vers le ciel. Il est surmonté d’une girouette aux armoiries de la ville de Gembloux. 
Après des dégradations importantes, le beffroi est depuis quelques ans[Quand ?] en restauration et donc son intérieur n'est plus visitable. Les travaux de restauration du beffroi sont votés en 2017 par le conseil communal.

## Carillon du beffroi
Aux traditionnelles quatre cloches de volées (avec bourdon) de 1905 ont été ajoutées 47 cloches créant ainsi un jeu complet de carillon (1962). Le carillon est entièrement rénové en 2009 : le clavier restauré est modernisé, particulièrement dans son contrôle des cloches. Le beffroi de Gembloux possède ainsi un des trois seuls carillons de concert de la province de Namur.
Ce qui, depuis 1977, faisait partie du patrimoine majeur de Wallonie est aujourd’hui inscrit au patrimoine mondial de l’UNESCO (juillet 2005) sur la liste des Beffrois de Belgique et de France.